# Norra Ängby
Norra Ängby est un quartier de la banlieue ouest de Stockholm, situé à une dizaine de kilomètres du centre de la capitale suédoise. C'est une cité-jardin, qui a été créée dans les années 1930.

## Présentation

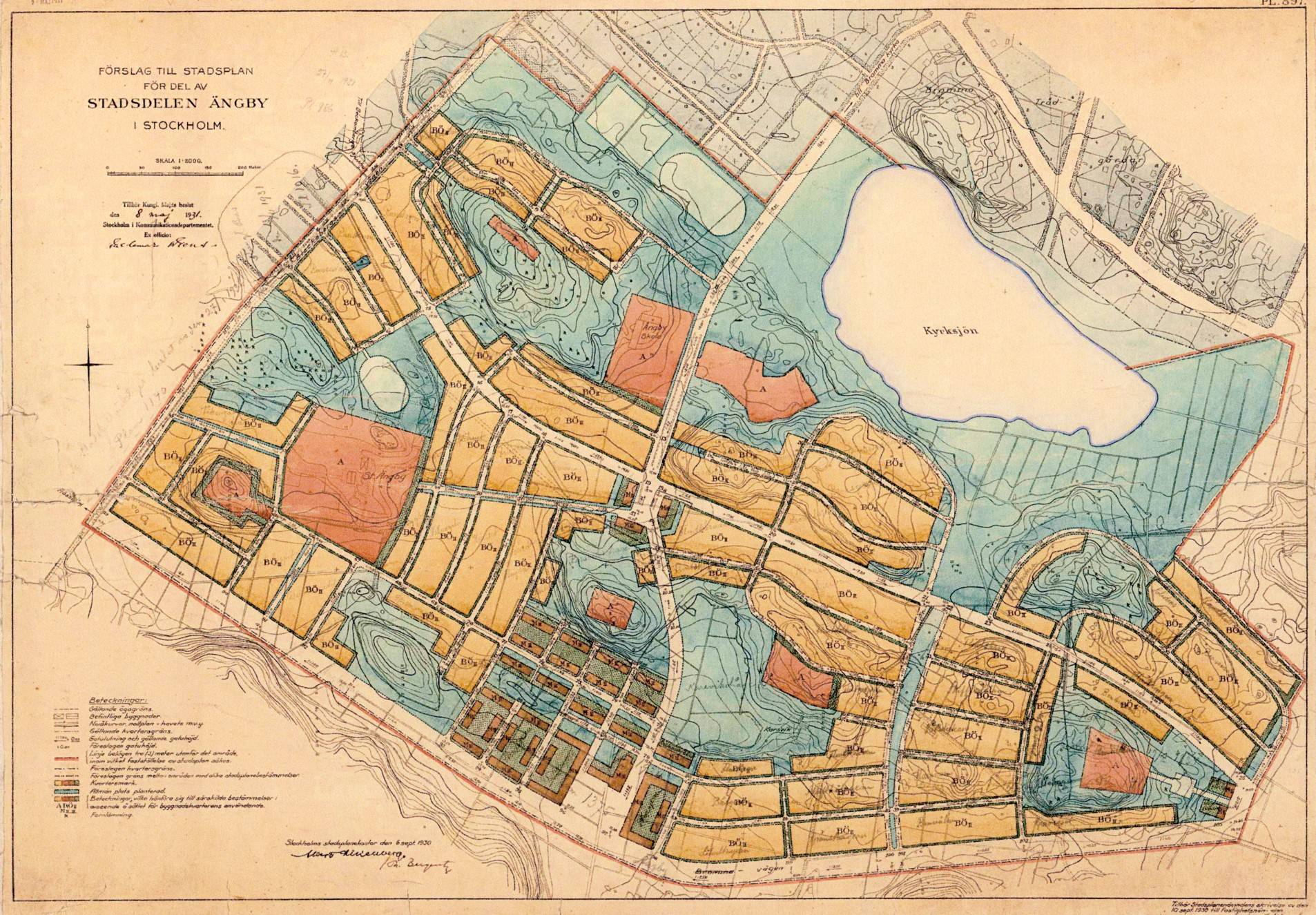
Plan d'aménagement en 1930.

Le projet d'aménagement du quartier, signé du directeur du développement urbain Albert Lilienberg et de l'architecte Thure Bergentz, est présenté en 1930. Les plans montrent des constructions positionnées un peu en retrait le long d'un enchevêtrement de rues non rectilignes. Les différents types de pavillons sont regroupés de façon à donner à un même lotissement ou à une même rue un aspect uniforme.
Les constructions s'échelonnent dans les années 1930 à 1941. Avec ses 1 320 maisons, Norra Ängby devient alors la plus grande cité-jardin de Stockholm. Les pavillons sont en bois, sur un ou deux niveaux. Ils sont partiellement autoconstruits à l'initiative de l'office de la construction urbaine. Axel Dahlberg, directeur de l'office entre 1933 et 1945, est l'élément moteur du projet, tandis que c'est l'architecte Edvin Engström qui dessine les plans des pavillons.
Le système d'autoconstruction est placé sous le contrôle de l'office des pavillons de la ville de Stockholm. Il permet d'accéder à la propriété sans apport personnel, l'acquéreur s'engageant à participer aux travaux à hauteur de 10 % du prix total. Le reste du coût d'achat est financé à l'aide de prêts accordés par la ville. Au début des années 1930, la construction d'un pavillon d'un seul niveau revient à 10 000 couronnes.
Quelques lotissements, situés à proximité du lac Kyrksjön, sont constitués de villas d'un étage, construites par des professionnels. On trouve aussi un lotissement de maisons mitoyennes, situé rue Bällstavägen. Elles sont construites entre 1931 et 1940, sur des plans de l'architecte Uno Åhrén, pour la coopérative HSB.
La place Ängby Torg est située au milieu du quartier. C'est l'exemple typique du centre commerçant d'une cité jardin suédoise. Elle est entourée d'immeubles locatifs, avec des boutiques au rez-de-chaussée, tandis que son centre est occupé par un espace vert.
La station de métro Åkeshov est située dans l'est du quartier. Le lac Kyrksjön, autour duquel un chemin de promenade a été aménagé, sépare Norra Ängby du quartier de Bromma Kyrka au nord.

## Galerie

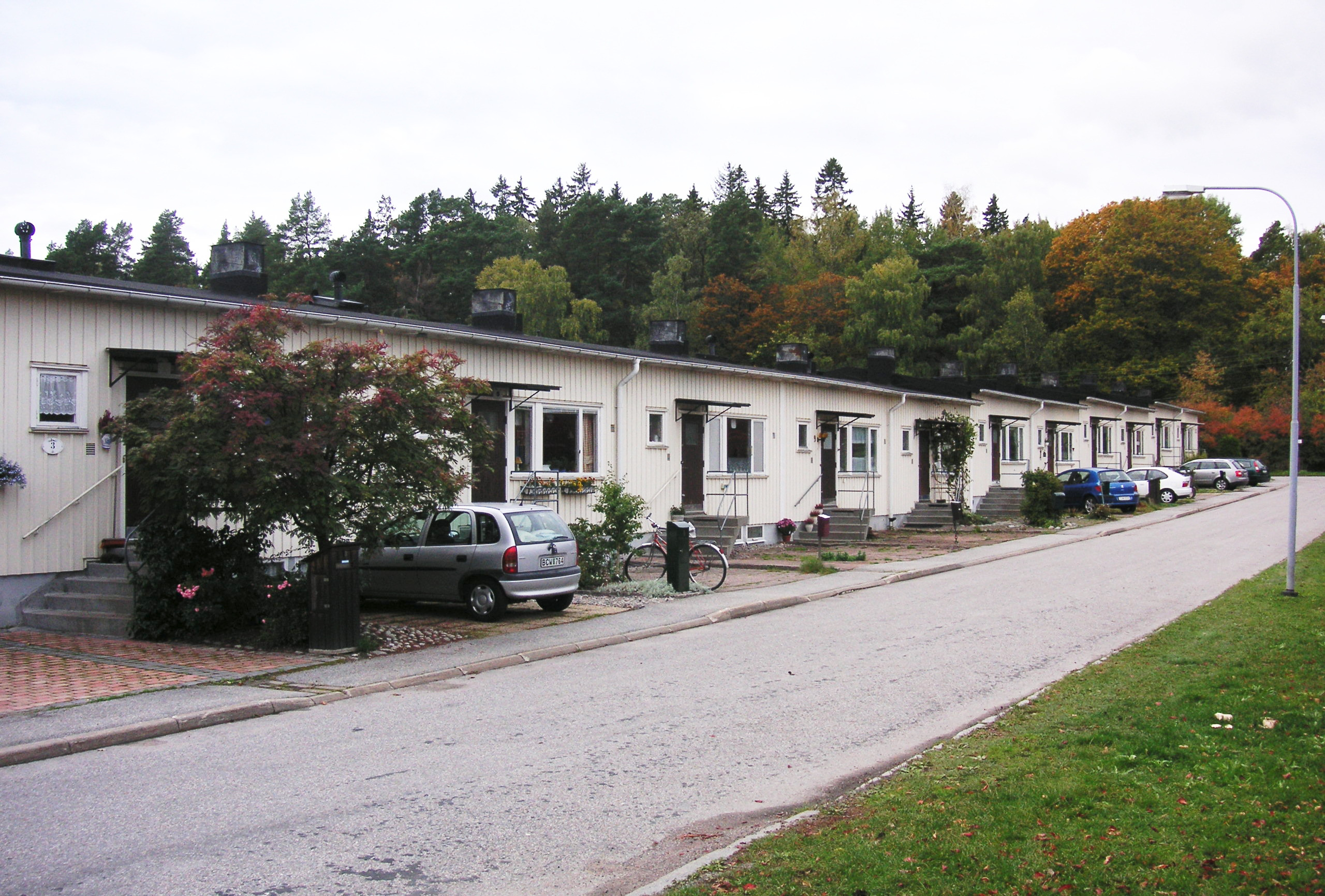
Maisons mitoyennes.
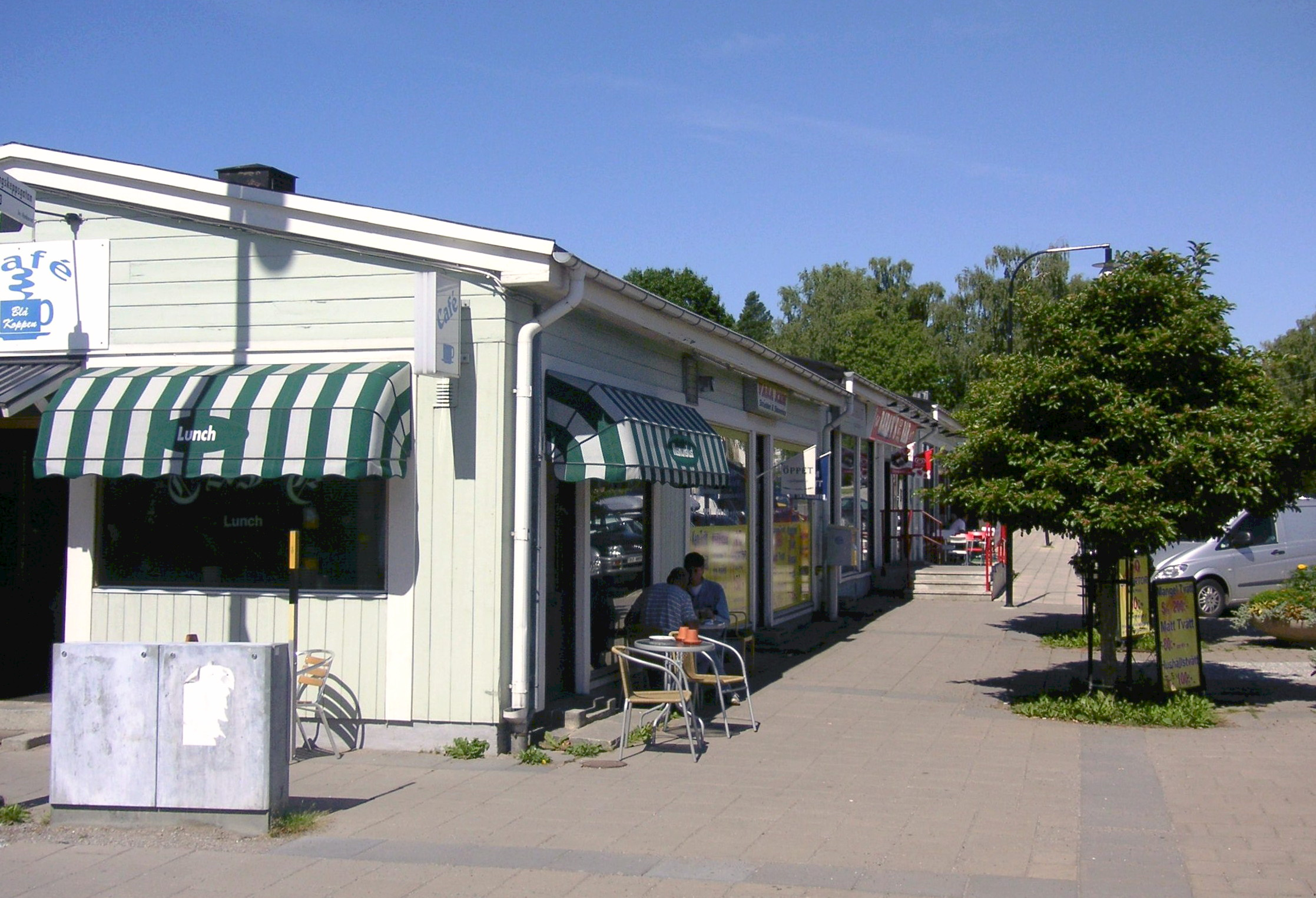
Boutiques sur la place Runstensplan.
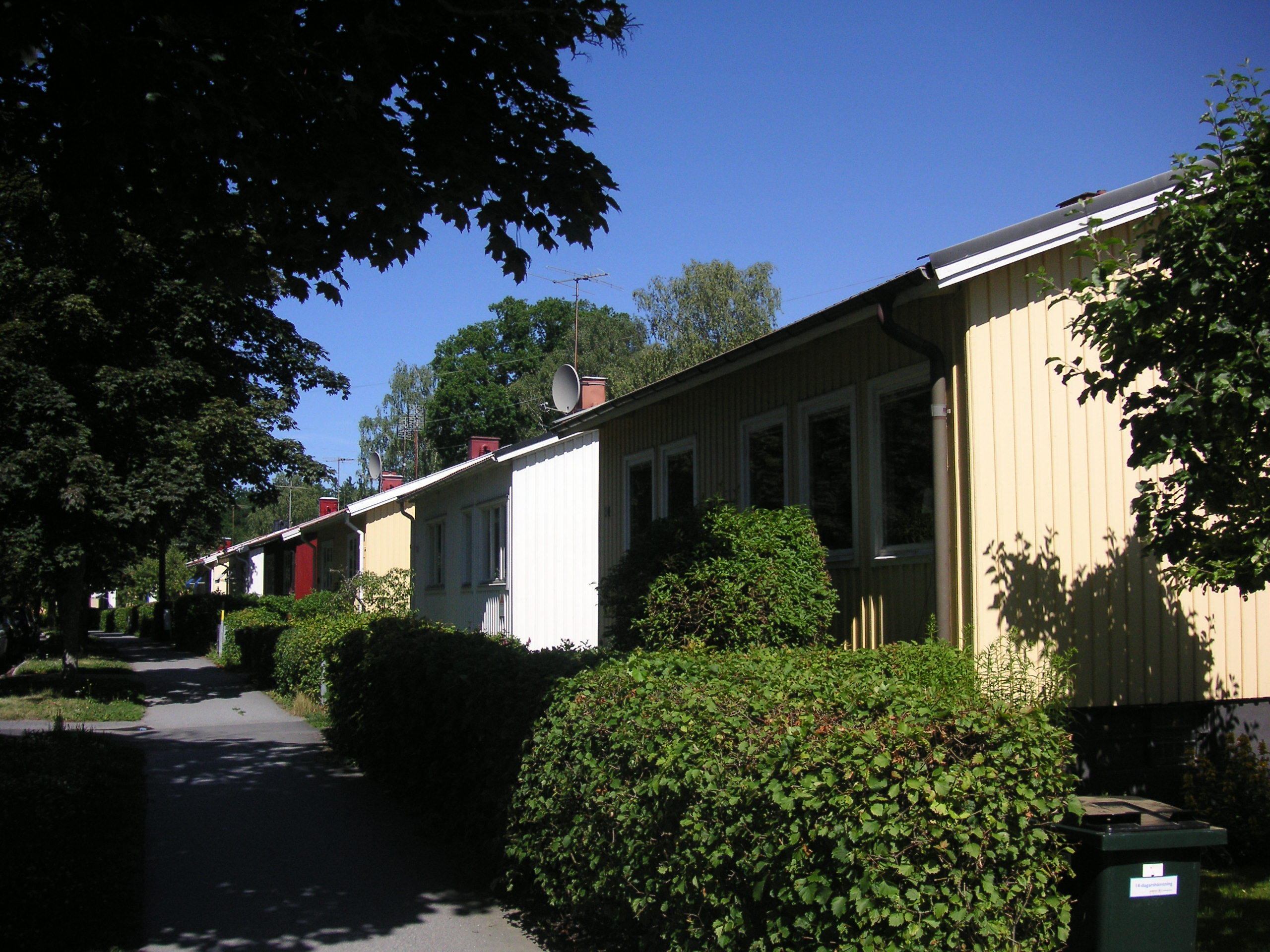
Pavillons.
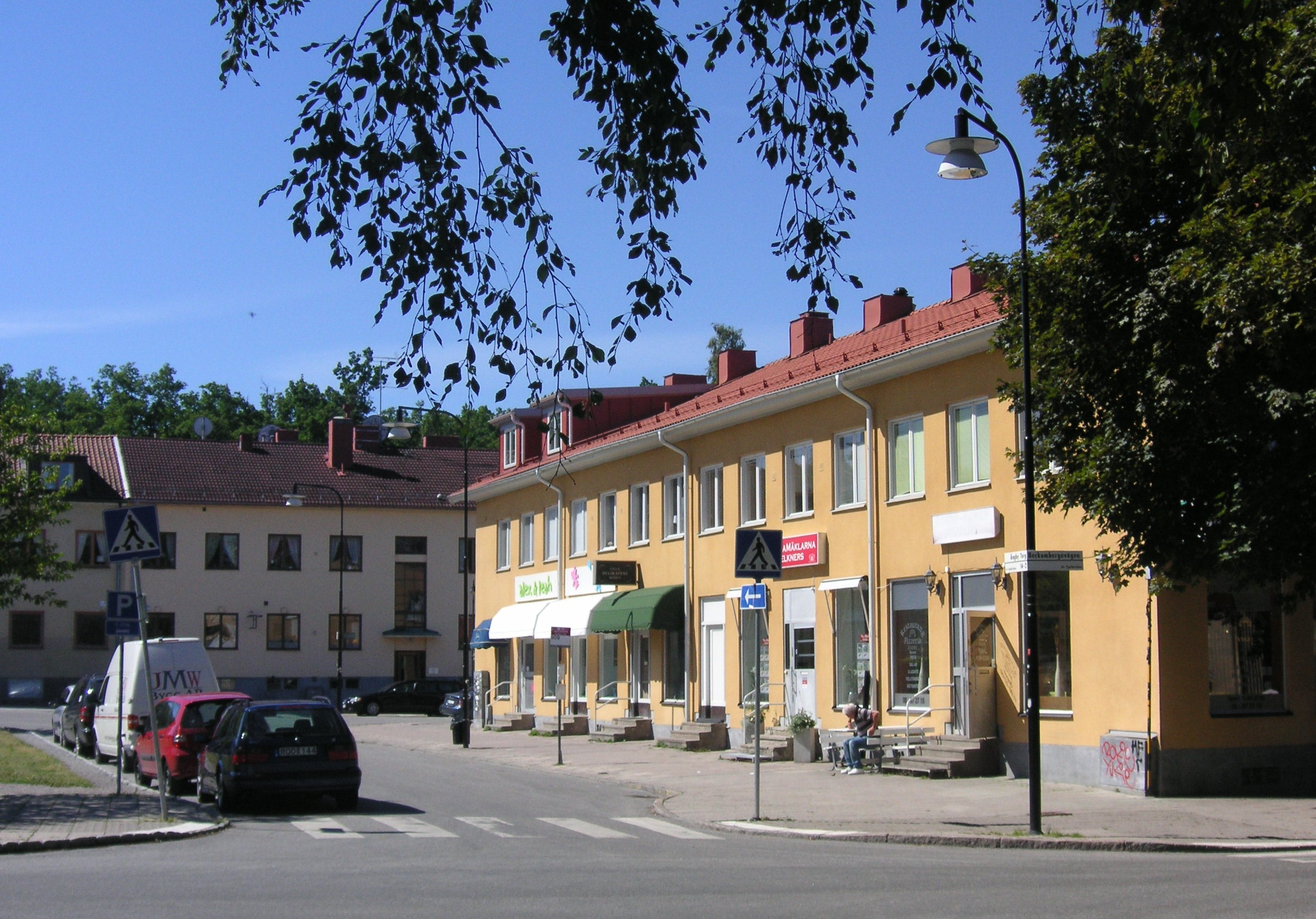
La place Ängby torg.